# Giuseppe Montalbano (1925–2021)
Pour les articles homonymes, voir Montalbano.
Ne doit pas être confondu avec Giuseppe Montalbano (1895–1989).
Giuseppe Montalbano, né le 7 juin 1925 à Sciacca, mort le 15 août 2021 à Palerme, est un homme politique italien.
Membre du Parti communiste italien, il est sénateur et maire de Sambuca di Sicilia de 1964 à 1980.

## Biographie
Originaire de Sciacca, Giuseppe Montalbano adhère au Parti communiste italien à 16 ans et participe au congrès fondateur de la Fédération de la jeunesse communiste dont il est membre du comité directeur provincial et du comité fédéral.
En 1945, il entre au Comité directeur de la fédération sicilienne du parti et siège au comité fédéral d'Agrigento. Il est l'ami des figures communistes d'alors (Luigi Longo, Pietro Ingrao, Giorgio Napolitano, Emanuele Macaluso).
Dans la Sicile de l'après-guerre, il porte les revendications sociales comme l'accès aux terres, participant à l'occupation de terrains laissés incultes par les grands propriétaires fonciers. Il a participé à la création de l'Union sicilienne des coopératives agricoles en 1946 et, avec Mario Ovazza, en a été l'un des principaux dirigeants.
Il entre au conseil municipal de Sambuca di Sicilia en 1960 et prend la tête de la municipalité 1964. Il occupe cette fonction jusqu'en 1980, et doit gérer les conséquences du dévastateur séisme du Val di Belice de janvier 1968, qui touche sa commune. Il porte avec les autres maires de la vallée détruite (Ludovico Corrao de Gibellina, Vito Bellafiore de Santa Ninfa, Mimmo Barile) une ambition de reconstruction progressiste et se fait écho des difficultés des populations.
Il est élu sénateur en juin 1979 au collège de Sciacca par 26 403 voix sur 88 201 et confirmé par 27 288 voix sur 92 104 pour la législature suivante durant laquelle il est vice-président des commissions bicamérales pour le tremblement de terre du Belice et du Sud.
En 2003, il publie ses mémoires, Ricordi di un comunista.